# Hármashatárhegyi repülőtér
A Hármashatárhegyi repülőtér egyike Budapest sportcélú repülőtereinek. Budapest II. kerületében, a Kővár nevű városrész és a történelmi Pesthidegkút Hársakalja nevű részének határán fekszik. Nevét a szomszédos, a budapestiek számára a Kővár-hegynél jóval ismertebb Hármashatár-hegy után kapta.  Valójában - a Hármashatár-hegy nyugati lábától nézve - az Újlaki-hegy és a Vörös-kővár alatt fekszik. Rövidebb és közismertebb neve: Vitorlázó-rét.
A környék népszerű turistacélpont, így a repteret is gyakran útba ejtik az errefelé kirándulók. A kirándulók rendszeresen használják sporttevékenységekre és napozásra. Meleg napokon nagyobb létszámot tud összehozni a Hűvösvölgytől.

## Leírása

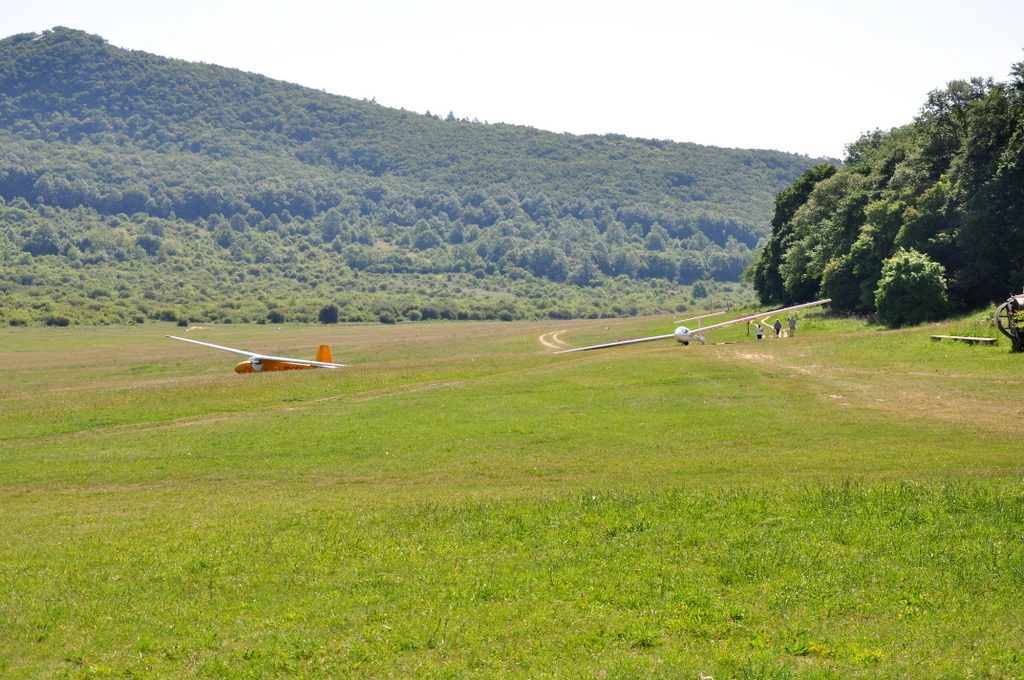
Vitorlázó repülőgépek, háttérben az Újlaki-hegy

A reptéren csak nappali látvarepülés (VFR) folytatható. Nem nyilvános repülőtér, motorosgép felszállást csak a 31-es pályairányon hajthat végre, 50m/150 ft magasan jobb elhajlással (~340°) emelkedhet a jobb iskolakör vonalára. Motorosgép iskolakört nem repülhet. 13-as pályairányú leszállás esetén a 4. fordulót 250m/800 ft-en be kell fejezni. 31-es pályairány esetén leszállás csak bal körről történhet. A vitorlázógépek 13-as felszálló irányban csak bal, 31-es felszálló irányban csak jobb iskolakört repülhetnek. A 13-as pályán motoros repülőgéppel felszállni tilos.
Erős vitorlás, siklóernyő és gyalogsárkány mozgás lehetséges, motoros légijárművel kiképzés nem folytatható. A repülőtér a tulajdonos, illetve az üzembentartó engedélye alapján vehető igénybe, kivéve a kényszerhelyzetben lévő légi járműveket.
A 31-es leszállóirányban a pálya 1,5°-ot lejt a pálya közepéig. Keresztirányú lejtése: 2,5° a 030°-os irányban. A BUD TMA miatt a reptér légtere korlátozott.
A repülőtér üzemeltetője a  Hármashatárhegyi Sportrepüló Egyesület
A Nemzeti Közlekedési Hatóság 2014 júniusában visszavonta a hármashatárhegyi repülőtér üzemeltetési engedélyét. 2019 tavaszán pereskedés után a reptér visszakapta a működési engedélyét és a helyreállítás után újra üzemel.